# Křížová cesta (Řečice)
Křížová cesta v Řečici na Žďársku vede z obce západním směrem na vrch Niva.

## Historie
Křížová cesta byla vybudována roku 2005. Tvoří ji čtrnáct dřevěných sloupků s vrcholovou kapličkou s pašijovým obrázkem. Cesta byla postavena k poctě zemřelého Svatého otce Jana Pavla II. Vychází z obce od kaple Svaté Rodiny a končí u Kalvárie se třemi kříži. K jednotlivým zastavením byla přidána květinová úprava, stávající stromy doplnily lavičky a 50 nových lip do nově vzniklé aleje.
Dne 4. září 2005 byla cesta požehnána a byla sloužena polní mše na vrcholku kopce Niva.